# Memórias (canção de Pitty)
"Memórias" é o segundo single do álbum Anacrônico da cantora baiana Pitty. Foi o single do álbum que mais obteve sucesso nas paradas, chegando a entrar na parada Hispano América. A música ainda fez parte do filme O Maior Amor do Mundo, dirigido por Cacá Diegues e da telenovela Caminho das Índias da Rede Globo.

## Videoclipe
Com um clima sombrio que lembra a música, o video mostra Pitty e sua banda invadindo um cemitério. Eles entram em uma mansão e começam a fazer o famoso jogo do copo. No refrão aparece ela com um vestido preto e branco tocando em uma sala, um copo gigante se move e os quadros se movem. Depois aparece fantasmas ao redor deles. Eles continuam a tocar. Há cenas de uma menina nessa casa batendo fotos, perto do final um fogo começa queimar a sala e a banda corre, mas ficam presos enquanto uma sombra bate no vidro da porta. No final, aparece uma velhinha ao lado de Pitty e a da banda começa escorrer sangue. Atualmente o videoclipe conta com mais de 5,5 milhões de visualizações.

## Desempenho em paradas musicais

### Posições
| Tabela musical (2005-2006)          | Melhor posição |
| ----------------------------------- | -------------- |
| Brasil (Crowley Broadcast Analysis) | 27             |